# Боа Норман пре Лир
Боа Норман пре Лир (фр. Bois-Normand-près-Lyre) насеље је и општина у северној Француској у региону Горња Нормандија, у департману Ер која припада префектури Евре.
По подацима из 2011. године у општини је живело 374 становника, а густина насељености је износила 22,16 становника/km². Општина се простире на површини од 16,88 km². Налази се на средњој надморској висини од 195 метара (максималној 215 m, а минималној 165 m).

## Демографија
| 1962. | 1968. | 1975. | 1982. | 1990. | 1999. | 2011. |
| ----- | ----- | ----- | ----- | ----- | ----- | ----- |
| 264   | 317   | 333   | 308   | 325   | 308   | 374   |

График промене броја становника у току последњих година